# Trachyoribates komodensis
Trachyoribates komodensis är en kvalsterart som först beskrevs av Sandór Mahunka 1977.  Trachyoribates komodensis ingår i släktet Trachyoribates och familjen Haplozetidae. Inga underarter finns listade i Catalogue of Life.